# Odrinți, Dobrici
Odrinți (în bulgară Одринци, în română Eni-Mahle) este un sat în comuna Dobricika, regiunea Dobrici, Dobrogea de Sud, Bulgaria. 
Între anii 1913-1940 a făcut parte din plasa Ezibei a județului Caliacra, România.

## Demografie
Componența etnică a satului Odrinți
     Bulgari (92,77%)
     Turci (5,22%)
     Nicio identificare (2%)
     Altele (0%)
La recensământul din 2011, populația satului Odrinți era de 249 locuitori. Din punct de vedere etnic, majoritatea locuitorilor (92,77%) erau bulgari, cu o minoritate de turci (5,22%). Pentru 2% din locuitori nu este cunoscută apartenența etnică.